# 觀喜
觀喜為中國清朝武官官員，本籍滿洲。1821年（道光1年）奉旨接任印登額擔任台灣鎮總兵。是台灣清治時期此期間，受台灣道制約的台灣地區最高軍事首長。
| 前任： 印登額 | 台灣鎮總兵 1821年上任 | 繼任： 明保 |